# Пођо Сорифа (Мачерата)
Пођо Сорифа (итал. Poggio Sorifa) насеље је у Италији у округу Мачерата, региону Марке.
Према процени из 2011. у насељу је живело 21 становника. Насеље се налази на надморској висини од 552 м.